# Lola Bessis
Lola Bessis (Parigi, 30 novembre 1992) è un'attrice, regista e sceneggiatrice francese.

## Filmografia parziale

### Attrice
Cinema
- Swim Little Fish Swim, regia di Ruben Amar e Lola Bessis (2013)
- Un amore sopra le righe (Mr & Mme Adelman), regia di Nicolas Bedos (2017)
- Thirst Street, regia di Nathan Silver (2017)
- Nighthawks, regia di Grant S. Johnson (2019)
- Una sirena a Parigi (Une sirène à Paris), regia di Mathias Malzieu (2020)

Televisione
- France KBEK - serie TV, 10 episodi (2015)
- Picnic at Hanging Rock - miniserie TV, 6 episodi (2018)

### Regista, sceneggiatrice e produttrice
- Swim Little Fish Swim (2013)